# Дерябкіно
Деря́бкіно (рос. Дерябкино) — село складі Спаського району Пензенської області, Росія.
Населення — 247 осіб (2010; 277 у 2002).
Національний склад станом на 2002 рік:
- росіяни — 99 %